# Barajul Weser
Barajul Weser sau Barajul Vesdre este amplasat lângă Eupen, fiind un important rezervor de apă potabilă din Belgia. Lacul de acumulare din Rezervația naturală Hohes Venn-Eifel de lângă granița germano-belgiană este și un punct de atracție pentru turiști. Construcția barajului a fost început în anul 1936 și a durat până în 1950. Alimentarea cu apă a lacului o face râul Veser (Vesdre) și „Getzbach”, care acoperă un necesar zilnic de apă între 82 și 500 de 500 m³.